# Juan Sempere i Guarinos
Juan Sempere i Guarinos (Elda, Regne de València, 8 d'abril del 1754 - ídem., 18 d'octubre de 1830) fou un polític, jurista, bibliògraf i economista valencià.

## Biografia
Naix a Elda el 1754 en el si d'una família benestant d'origen morisc oriünda de Villena, d'on va ser expulsada. Va fer estudis de grau mitjà al seminari d'Oriola i a la seua universitat on va obtenir el títol de Doctor en Teologia i Batxiller en Cànons i Lleis. Durant els seus estudis va assimilar els nous ensenyaments de l'humanisme que havia ajudat a estendre per la zona Gregori Mayáns i Siscar. En el temps de la seua estada a Múrcia va contactar amb les idees de la Il·lustració i el regalisme.

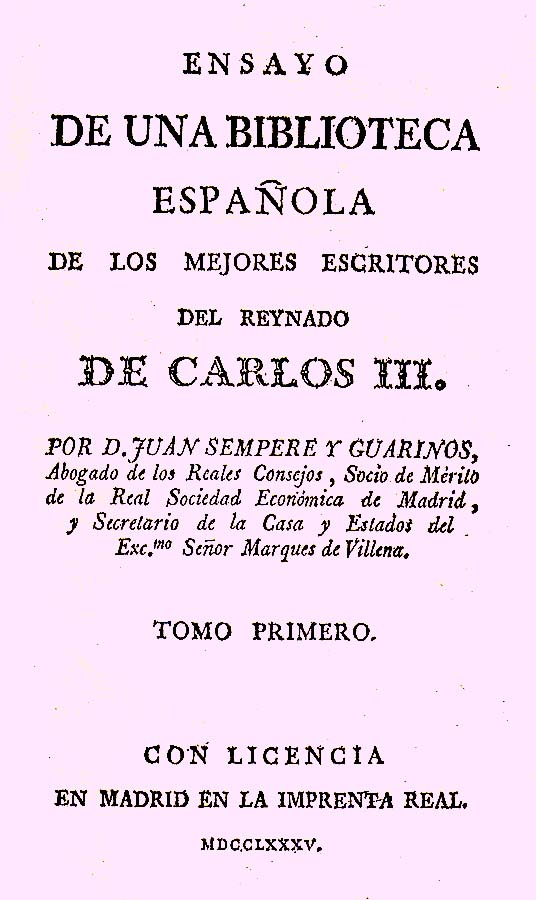
Obra de Juan Sempere i Guarinos sobre Los mejores escritores del reinado de Carlos III

Després de passar per València, recala a Madrid en la seua condició ja d'advocat. Treballa com a secretari del marquesat de Villena i s'integra en l'Acadèmia de Dret Públic de Santa Bàrbara i en la Societat Econòmica Matritense. Home molt culte i especialment versat en la història de les institucions espanyoles, va publicar en aquells dies una obra fonamental per a la bibliografia de la Il·lustració, el seu Ensayo de una Biblioteca española de los mejores escritores del reinado de Carlos III. (Madrid, 1785-1789, sis vols.), que ja està en germen en el discurs amb què en 1782 va addicionar la seua traducció de les Reflexiones sobre el buen gusto de Ludovico Antonio Muratori.
Va ser nomenat fiscal civil de la Chancillería de Granada i el 1790 va ingressar en la Reial Acadèmia de Florència. En aquest temps es casa. En la Chancillería va estar fins al 1812, on va mantenir com a magistrat un paper ben actiu de reformes il·lustrades que li van valer un expedient instruït per la Inquisició.
El 1797 va ser nomenat conseller d'Hisenda. Publica les seues primeres obres jurídiques sobre les chancillerías de Valladolid i Granada. Remet a Godoy un informe sobre l'educació a Espanya cosa que li provocarà la seua enemistat. El 1801 comença a publicar la seua obra Biblioteca Española Económico-Política que acabara en el quart tom el 1821. El 1804 publica Apuntamientos para la Historia de la Jurisprudencia española que és el primer intent de realitzar una Història del dret espanyol.
La invasió de Granada per les tropes napoleòniques el troba a la Junta de Defensa de la ciutat. En aquells dies elabora les aportacions de Granada a les Corts de Cadis. No obstant això, el seu esperit il·lustrat el va portar a viure una contradicció entre la defensa de la nació i els nous aires portats pels invasors. Es converteix així en un afrancesat confiant en José I una renovació de l'Espanya tradicional i participan en el Tribunal Suprem josepí. El 1810 li són confiscats els seus béns per "col·laboració amb el govern intrús". No obstant això, manté les seues conviccions i ingressa a la Reial Acadèmia de la Història. El 1812 és detingut i empresonat. El 1814 segueix el destí de José I i s'exilia a Bordeus i, més, tard a París. El 1815 publica en francès Histoire des Cortes d´Espagne en la qual combat alhora el Romanticisme dels liberals de Cadis i els reaccionaris. En el Trienni liberal (1820 - 1823) l'amnistia li permet tornar a Espanya. La restauració de l'absolutisme per part de Fernando VII el va obligar de nou a l'exili a París. Aconsegueix tornar el 1826 i publica en francès la seua última obra, Consideraciones sobre las causas de la grandeza y decadencia de la monarquía española. En no aconseguir la seua rehabilitació personal, es retira a Elda on morirà en 1830.

## Obres
- Alegación por la jurisdicción real en el recurso de fuerza sobre la inmunidad de Francisco de Anze y Torres. Granada: Impr. de Zea, 1791.
- "Apuntamientos para la historia de la jurisprudencia española" en su Biblioteca española económico-política. Madrid: Impr. A. Sancha, 1801-1821, T. II. (1804)
- Biblioteca española económico-política. Madrid: Imp. A. Sancha, 1801-1821.
- Cartas a Srs. F. G. y Jean Nellerto sobre la Historia de las Cortes de España y sobre los refugiados españoles. Burdeos: Pierre Beaume Imprimeur-Libraire, 1817.
- Consideraciones sobre las causas de la grandeza y de la decadencia de la monarquía española. París: Jules Renouard, Libraire, 1826.
- Descripción de los ornatos públicos con que la Corte de Madrid ha solemnizado la feliz exaltación al trono de los Reyes Nuestros Señores D. Carlos IV y Doña Luisa de Borbón y la jura del Serenísimo Señor Don Fernando, Príncipe de Asturias. Madrid: Imp. Real, 1789.
- "Disertación sobre la policía de las diversiones populares: si éstas tienen algún influjo en las costumbres y carácter de las naciones y cuáes deberán fomentarse o prohibirse: Conclusiones de esta disertación, leída el 9 de octubre de 1784 en la Real Academia de Santa Bárbara". Memorial Literario, octubre de 1784, nº III, p. 19-20.
- "Disertación sobre la policía: en qué se diferencia de la Política y cuáles son los principales objetos de una y otra". Memorial Literario, enero de 1784, p. 25-26.
- Ensayo de una biblioteca de los mejores escritores del reinado de Carlos III. Madrid: Imp. Real, 1785-1789. 6 T. También la Biblioteca Virtual Miguel de Cervantes, hasta el tomo V; T. I, T. II, T. III, T. IV, T. V.
- Historia de las Cortes de España. Burdeos: Pierre Beaume Imprimeur-Libraire, 1815.
- Historia de las rentas eclesiásticas de España. Madrid: Sancha, 1822.
- Historia de los vínculos y mayorazgos. Alicante: Instituto de Cultura Juan Gil-Albert, 1990. También en Biblioteca Virtual Miguel de Cervantes. Estudio preliminar de Juan Rico Jiménez.
- Historia de los vínculos y mayorazgos. Madrid: Impr. A. de Sancha, 1805.
- Historia del Derecho español. Madrid: Imp. Nacional, 1822-1823.
- Historia del lujo y de las leyes suntuarias de España. Madrid: Impr. Real, 1788.
- D. Pedro Rodríguez Campomanes. Edición e introducción de Rafael Herrera Guillén para la Biblioteca Saavedra Fajardo. Murcia, 2006.
- Edición del Libro de la Orden de la Banda.
- Los principios de la Constitución Española y los de la justicia universal aplicados a la legislación de los señoríos, o sea, Concordia entre los intereses y derechos del Estado y los de los antiguos vasallos y señores. Precede un discurso histórico-legal sobre la feudalidad y los señoríos en España dedicado a las Cortes por un jurisconsulto español. Obra atribuïda. Madrid: Repullés, 1821.
- "Memoria sobre la necesidad de una exacta descripción física y económica de España", en su Biblioteca española económico-política. Madrid: Impr. A. Sancha, 1801-1821, T. I. (1801).
- Memoria sobre la prudencia en el repartimiento de la limosna. Madrid: Impr. Real, 1784.
- Memoria sobre la renta de población del Reino de Granada. Granada: Impr. Herederos Nicolás Moreno, 1799. También en su Biblioteca española económico política. Madrid: Impr. A. Sancha, 1801-1821, T. IV (1821).
- Memoria sobre las causas de la decadencia de la seda en el reino de Granada. Granada: Francisco Gómez Espinosa de los Monteros, 1806. También en su Biblioteca española económico-política. Madrid: Impr. A. Sancha, 1801-1821, T. IV (1821).
- Memoria sobre señoríos territoriales y solariegos. Obra atribuïda. [s.a.].
- Memorias sobre la historia de las constituciones españolas. Memoria primera sobre la Constitución gótico-española. París: P. N. Rougeron, 1820.
- Noticias Literarias de Sempere. Madrid: León Amarita, 1821.
- Observaciones sobre el origen, establecimientos y preeminencias de las Chancillerías de Valladolid y de Granada. Granada: Impr. Herederos Nicolás Moreno, 1796.
- Observaciones sobre las Cortes y sobre las leyes fundamentales de España. Granada, 1810.
- "Policía de España acerca de los pobres, vagos y malentretenidos", en su Biblioteca económico-política. Madrid: Impr. A. Sancha, 1801-1821, T. I (1801).
- Prospecto de una obra intitulada "Colección de las leyes de España pertenecientes a la política económica con la historia de todos sus ramos". Edición y nota introductoria de Rafael Herrera Guillen. Res Publica, Revista de Filosofía, 2005, 15, p. 221-230.
- Reflexiones sobre el buen gusto en las ciencias y en las artes. Traducción libre de las que escribió en italiano Luis Antonio Muratori. Con un discurso sobre el buen gusto actual de los españoles en la Literatura. Madrid: Imp. A. de Sancha, 1782. También en la Biblioteca Virtual Miguel de Cervantes.
- Resumen de la historia de las antiguas Cortes de España. Madrid: Imp. M. Calero, 1834.
- Discurso sobre la importancia del cultivo de las viñas y del comercio del vino. Madrid, 2004. Gráfs. Greco. Caja de Ahorros del Mediterráneo - Club de Amigos del Cocido (Madrid) - Cofradía El Raïm (Campello, Alicante). 48 págs. Grabados. 215 x 156 mm.